# Francisco Z. Mena
Francisco Z. Mena là một đô thị thuộc bang Puebla, México. Năm 2005, dân số của đô thị này là 16013 người.